# Nu all dimma är försvunnen
Nu all dimma är försvunnen är en psalmtext av predikanten och psalmförfattaren Emil Gustafson i Helgelseförbundet. Texten har tre 8-radiga verser med en 6-radig körtext.

## Publicerad i
- Herde-Rösten 1892 som nummer 391 med titeln Mitt hjertas brudgum under rubriken Frid och sällhet.